# Łukasz Dydyński
Łukasz Dydyński herbu Gozdawa – proboszcz sandomierski w 1620 roku, kanonik sandomierski w 1618 roku, sekretarz królewski w 1615 roku.